# El escritor de un país sin librerías
Pour plus de détails, voir Fiche technique et Distribution.
El escritor de un país sin librerías (littéralement « L'écrivain d'un pays sans librairie ») est un film documentaire hispano-équatoguinéen. Le film est réalisé par Marc Serena, cinéaste et journaliste espagnol, qui a coécrit le scénario avec Ávila Laurel lui-même. Le film est sorti en 2019 et a reçu plusieurs prix et nominations dans des festivals de cinéma internationaux. Le film est un portrait puissant et inspirant d'un écrivain qui utilise ses mots comme une arme contre l'oppression et l'injustice,,. 

## Synopsis
Le film suit la vie et l'œuvre de Juan Tomás Ávila Laurel, l'écrivain le plus traduit de Guinée équatoriale, qui a dû fuir son pays en 2011 après avoir protesté contre la dictature de Teodoro Obiang. Le film montre son voyage en tant que réfugié en Espagne, où il lutte pour trouver la reconnaissance et le soutien de sa littérature, et son retour dans son pays d'origine, où il fait face aux risques et aux défis d'être une voix dissidente.

## Fiche technique
- Titre original : El escritor de un país sin librerías[4]